# British International Motor Show
British International Motor Show är en fordonsmässa i England. Den arrangerades av Society of Motor Manufacturers and Traders mellan 1903 och 2008 och under namnet The British Motor Show sedan 2021 av Automotion Events. Mässan arrangerades i London fram till 1976.
Den första mässan arrangerades på Crystal Palace 1903. Från 1905 arrangerades mässan på Olympia i London. Sedan arrangerades mässan på Earls Court Exhibition Centre 1937–1976. Den kom sedan att arrangeras på National Exhibition Centre (NEC) i Birmingham fram till 2004. 